# Narayana
Narayana (hindi नारायण) ou Narayan é um importante nome sânscrito para Vixnu e, atualmente, um nome hindú comum.
O nome Narayana ou Narayna também pode significar o homem original, Purusha. Os Puranas apresentam visões divergentes de Narayana. No Kumara Purana, é identificado com Brama e Krishna e também é considerado parte de Krishna.
No Mahabharata, Krishna é frequentemente chamado de Narayana, enquanto Arjuna de Nara. O épico identifica ambos com múltiplos 'Krishnas' ou encarnacões parciais, dentre as primeiras encarnações de Vixnu, identificando sua forma mística como Nara-Narayana. Seguidores de  Swaminarayan acreditam que Narayana manifestou-se como Swaminarayan.

## Etimologia
O nome Narayana é composto de Nara (humano, homem) e Ayana (eterno, sem fim).
A tradição associa o componente nara a um outro significado de "água", indicando a característica de tudo permear e fazendo analogia a um oceano infinito, onde o movimento incessante de nascimento, vida e morte do cosmo ocorre.
Narayana, de acordo com essa etimologia, é aquilo que se move nas águas infinitas e é também a própria água. Essa associação íntima entre Narayana e água explica sua frequente caracterização na arte hindu como estando sentado em um oceano. Outra tradução de Narayana é "O homem supremo, base de todos os homens".
Em uma outra interpretação, o termo Nara significa "humano" e Ayana equipara-se a "direção, objetivo". Daí, Narayana refere-se à "direção do homem". Nara relaciona-se à moska, já que ambos podem ser traçados, enquanto suas origens, ao elemento água.

## Variações
- Narayna
- Narayanasamy
- Narayanaswamy
- Narayan
- Narayanan
- Narine
- Narayanaswami
- Narain
- Naraiana

## Usos religiosos
- Narayana é um outro nome para Vixnu e aparece como o nome de número 254 no Sahasranama Vixnu.
- O livro, Sri Ramanuja, His Life, Religion, and Philosophy, diz que Narayana significa "Aquele que é o lugar dos conflitos, isto é: a fonte, o suporte e a base de dissolução de todas as almas, bem como da matéria inerte."
- Om Namo NārāyaNāya é um dos mantras mais famosos proferidos pelos hindus. Juntamente com Om Namah Shivāya e com o mantra Gayatri são considerados os mais sagrados.
- Quando realizando Puja (ritual hindu), pronuncia-se os 108 nomes de Narayana.

## Usos não religiosos
- Há uma música chamada "Narayan", do grupo The Prodigy, no álbum The Fat of the Land, com o trecho "Om Namah Narayana". A música foi composta e cantada juntamente com Crispian Mills, vocalista e líder da banda inglesa de rock psicodélico Kula Shaker, que também tem uma versão da música chamada "Song of love/Narayana" em seu álbum Strange Folk.
- No videogame Grand Theft Auto 2, Narayana é o nome de uma vizinhança ocupada por uma gangue Hare Krishna.
- No videogame Myst III: Exile, a era final para onde o jogador viaja é chamada Narayan. Consiste em um oceano infinito, com árvores que emergem da superfície.
- Narayana é citada na música intitulada Lemuria, do álbum de nome homônimo, da banda sueca de metal sinfônico, Therion.